# Lou Lubin
Lou Lubin est un acteur américain né le 9 novembre 1895 à Pittsburgh et mort le 30 janvier 1973 à Sylmar. 

## Filmographie
- 1941 : L'Ombre de l'Introuvable (Shadow of the Thin Man) de W. S. Van Dyke : Rainbow Benny
- 1942 : Fantômes déchaînés (A-Haunting We Will Go), de Alfred L. Werker : Dixie Beeler
- 1943 : L'Étrangleur (Lady of burlesque), de William A. Wellman : Moey
- 1951 : L'Implacable
- 1952 : Mademoiselle Gagne-Tout (Pat and Mike), de George Cukor : Un serveur
- 1952 : Tropical Heat Wave
- 1952 : Femmes hors-la-loi (Outlaw women) de Sam Newfield : Danny
- 1953 : The Clown
- 1953 : Private Eyes
- 1953 : Un galop du diable (Money from Home), de George Marshall : Sam
- 1955 : Beau fixe sur New York (It's Always Fair Weather), de Stanley Donen et Gene Kelly : Lefty Louie
- 1958 : I Married a Woman